# Excelsior (танк)
Excelsior («Ексе́льсіор»; повна назва: англ. Tank, Heavy Assault, A33) — дослідний важкий танк Великої Британії періоду Другої Світової Війни. Створений на основі крейсерського танка Cromwell. 

## Історія
Досвід боїв у Північній Африці у 1941—1942 роках, який показав повільність і ненадійність танків Churchill, а також поява в лавах британської армії американських середніх танків призвела до серйозної зміни «танкової політики» Генерального штабу британської армії. Вирішили створити «універсальний танк», здатний замінити піхотні і крейсерські танки. Для створення такого танка було вирішено використовувати шасі щойно прийнятого на озброєння Mk VIII Cromwell. У 1942 році фірма Rolls-Royce представила два проєкти нового танка, що являли собою модернізовані «Кромвелі». Проєкт А31 був Mk VIII з накладними броньовими листами, а А32 — з посиленим бронюванням та покращеною підвіскою. Однак генеральний штаб визнав обидва проєкти незадовільними через збільшення маси танка і, як наслідок, погіршення ходових якостей. У цей час фірма English Electric представила військовим проєкт A33 Excelsior. Перевага була віддана цьому проєкту й у 1943 були побудовані два прототипи.
Але результати випробувань військових не потішили. На випробуваннях Excelsior показав досить хорошу максимальну швидкість по шосе (39 км/год) при поганій маневровості. Запас ходу складав 160 кілометрів. Це замовника не влаштовувало, в результаті з'явився А33 зі зміненою ходовою частиною. Також було змінено бронювання ходової частини. Однак, поки йшли випробування та доопрацювання, творці «Черчилля» виправили більшість недоліків машини, поставивши на танки 95-мм гармати. У зв'язку з цим виробництво A33 Excelsior визнали недоцільним.
Надалі, на базі напрацювань English Electric, спільно з Rolls-Royce був розроблений 52-тонний важкий танк A37, який, однак, не вийшов за межі проєктної документації.

## Конструкція
Екіпаж танка складався з п'яти осіб: командир машини, водій, радист (також виконував обов'язки кулеметника), навідник і заряджаючий. Корпус танка А33 аналогічний корпусу «Кромвеля». Як озброєння на танк встановлювалися 75-мм гармата і два 7,92-мм кулемети BESA. На перший прототип була встановлена 57-мм гармата QF 6-pounder. Боєкомплект складався з 35 снарядів та 5000 набоїв. Товщина бронювання лобового бронелиста сягала 114 мм. У вертикальному лобовому листі був люк механіка-водія (праворуч) і кульова установка з 7,92-мм кулеметом BESA (ліворуч).
Ходова частина першого прототипу стосовно одного борту складалася з шести опорних котків і трьох підтримувальних роликів. На другому прототипі використовувалася ходова частина з використанням розширених гусеничних траків від «Кромвеля». Практично всі елементи ходової частини захищалися екранами. На A33 встановлювався 12-циліндровий бензиновий двигун Rolls-Royce Meteor потужністю 600 к.с., оснащений рідинною системою охолодження. Швидкість танка шосе становила до 38,6 км/год, а по пересіченій місцевості — до 19 км/год.

## У масовій культурі
- А33 Excelsior присутній у MMO-іграх World of Tanks і World of Tanks Blitz як преміумтанк 5 рівня.
- Також цей танк присутній у ММО War thunder як преміумтанк 3 рангу.